# Carine Lecomte
Carine Lecomte (Izel, 5 februari 1960) is een Belgisch politica van de MR.

## Levensloop
Als geaggregeerde van het lager secundair onderwijs - moedertaal - geschiedenis optie zedenleer werd Lecomte beroepshalve bediende en vervolgens lerares. Ook werd ze gerante van een immobiliënkantoor.
Voor de MR was ze van 2007 tot 2010 lid van de Kamer van volksvertegenwoordigers voor de kieskring Luxemburg. Bij de verkiezingen van 2010 stelde ze zich niet herkiesbaar. Bij de verkiezingen van 2014 stond ze daarna als eerste opvolger op de MR-lijst voor het Waals Parlement en het Parlement van de Franse Gemeenschap in de kieskring Aarlen-Marche-Bastenaken. In oktober 2014 volgde ze Willy Borsus, die federaal minister werd, op in beide parlementen. Ze bleef parlementslid tot in december 2018.
Bij de gemeenteraadsverkiezingen van 2018 werd Lecomte verkozen tot gemeenteraadslid van Aarlen. Ook werd ze schepen, waardoor ze wegens de decumulregeling in het Waals Parlement ontslag moest nemen als parlementslid.